# Димитриос Полизопулос
Димитриос Полизопулос (на гръцки: Δημήτριος Πολυζόπουλος) е гръцки революционер, деец на Гръцката въоръжена пропаганда в Македония.

## Биография
Полизопулос е роден в берското село Нишел (Нисели) в 1880 година. Внук е на участника в Гръцката война за независимост от 1821 година Атанасиос Полизопулос. След началото на Гръцката въоръжена пропаганда в Македония, влиза в четата на капитан Георгиос Франгакос (Малеас). Отличава се в борбата срещу българските чети. Служи в четите на капитаните Телос Агапинос (Аграс), Михаил Анагностакос (Матапас), Гоно Йотов, Василиос Ставропулос (Коракас), Апостолис Матопулос. Изпращан е на опасни и отговорни мисии лично от ръководителя на пропагандата в Солунско Ламброс Коромилас.
При избухването на Балканската война в 1912 година е доброволец в Гръцката армия и служи в Разузнавателния отряд. Загива в битката при Енидже Вардар в началото на ноември.